# Kerstoffensief
Het Kerstoffensief was een Ethiopische tegenaanval in de Tweede Italiaans-Ethiopische Oorlog na de Invasie van Ethiopië vanaf 15 december 1935. De Ethiopiërs waren talrijker en bezaten terreinvoordeel en bevochten met succes Italiaanse tanks en dreven de beter bewapende Italianen terug, totdat de Italiaanse luchtmacht mosterdgas inzette.

## Voorafgaande

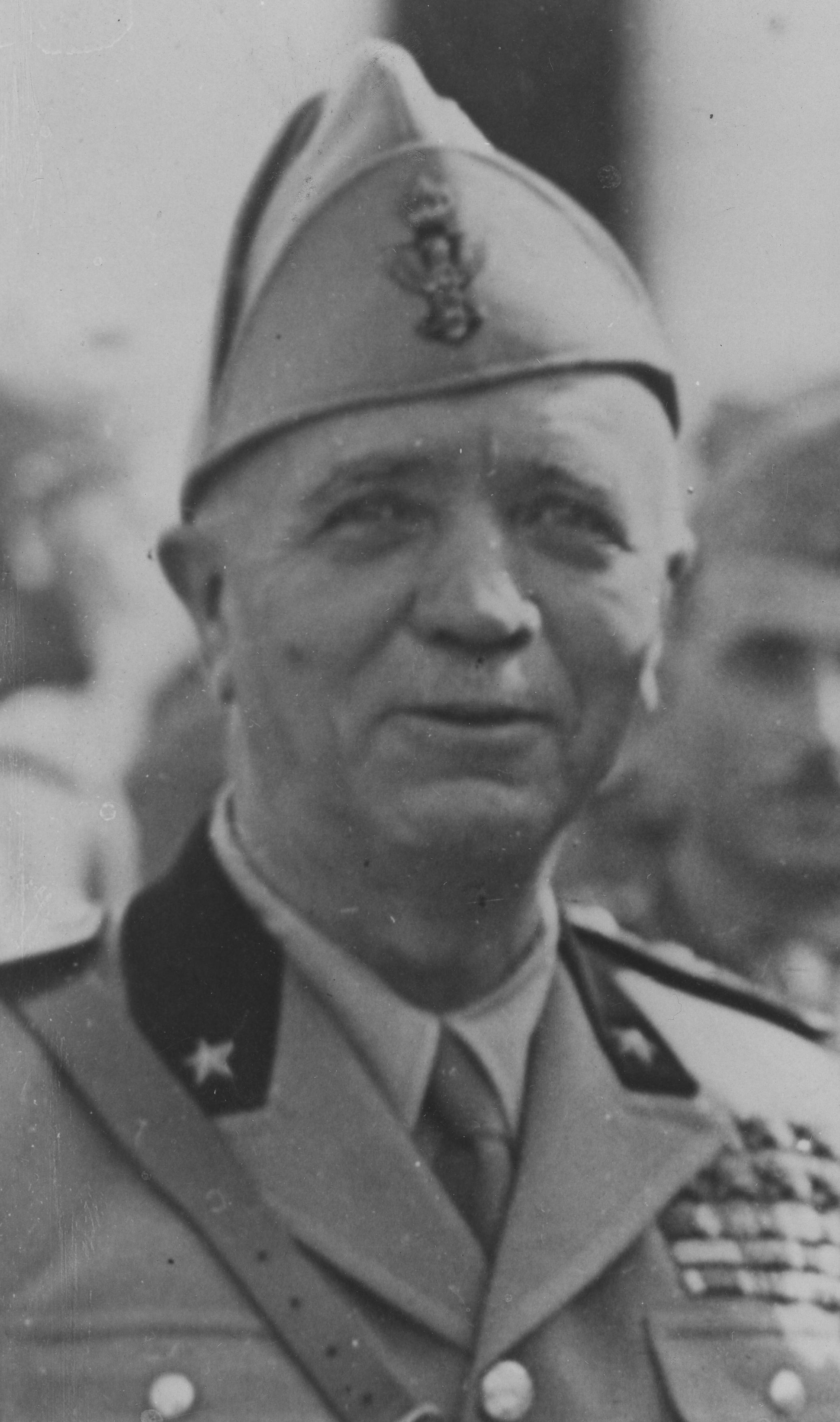
Maarschalk Pietro Badoglio

Op 3 oktober 1935 was de Italiaanse generaal Emilio De Bono met een leger van 100.000 man vanuit Eritrea Ethiopië binnengevallen.
Op 8 november nam hij Mek'ele in, maar in december verving Benito Mussolini hem door maarschalk Pietro Badoglio.

## Mobilisatie
Ondertussen had Ethiopië zijn leger gemobiliseerd.
Keizer Haile Selassie richtte zijn hoofdkwartier in te Dessie.
Ras Seyoum Mengesha hield met 30.000 man het gebied rond Abiy Addi. Op 5 december hadden de Italianen Abiy Addi ingenomen, maar op 22 december heroverde Ras Seyoum het.
Ras Imru Haile Selassie trok met 40.000 man van Gojjam naar Mai Timket links van Ras Seyoum. Ras Kassa Haile Darge marcheerde met 40.000 man van Gondar naar de Warieu-pas om Ras Seyoum te steunen. Minister van Oorlog Ras Mulugeta Yeggazu trok vanuit Dessie met 80.000 man naar stellingen in het gebergte Amba Aradam rechts van Ras Seyoum. Vanaf die afgetopte berg met steile hellingen blokkeerde hij een Italiaanse opmars naar de hoofdstad Addis Abeba.

## Ethiopische slagorde
De vier bevelhebbers telden samen 190.000 man tegenover de 100.000 Italianen en 25.000 troepen uit Eritrea.
Ras Imru lag met zijn leger uit Gojjam links. Ras Seyoum en zijn leger uit Tigray en Ras Kassa met zijn leger uit Begemder vormden het centrum. Ras Mulugeta lag rechts.
Ras Kassa en Ras Seyoum moesten het Italiaans leger in twee splijten en hun 1e en 3e legerkorps te isoleren te Mek'ele. Ras Mulugeta zou dan afdalen van Amba Aradam en beide korpsen vernietigen. Ras Imru moest Adwa heroveren en dan Eritrea binnenvallen.
Op 4 december 1935 rukte Ras Imru op uit Gojjam en hij werd voor het eerst gebombardeerd uit de lucht. De helft van zijn leger deserteerde en vluchtte terug naar Gojjam. Ras Imru kwam in het gebied van Fitawrari Ayalew Birru, die zich bij hem voegde.

## Slag bij de Dembeguina-pas

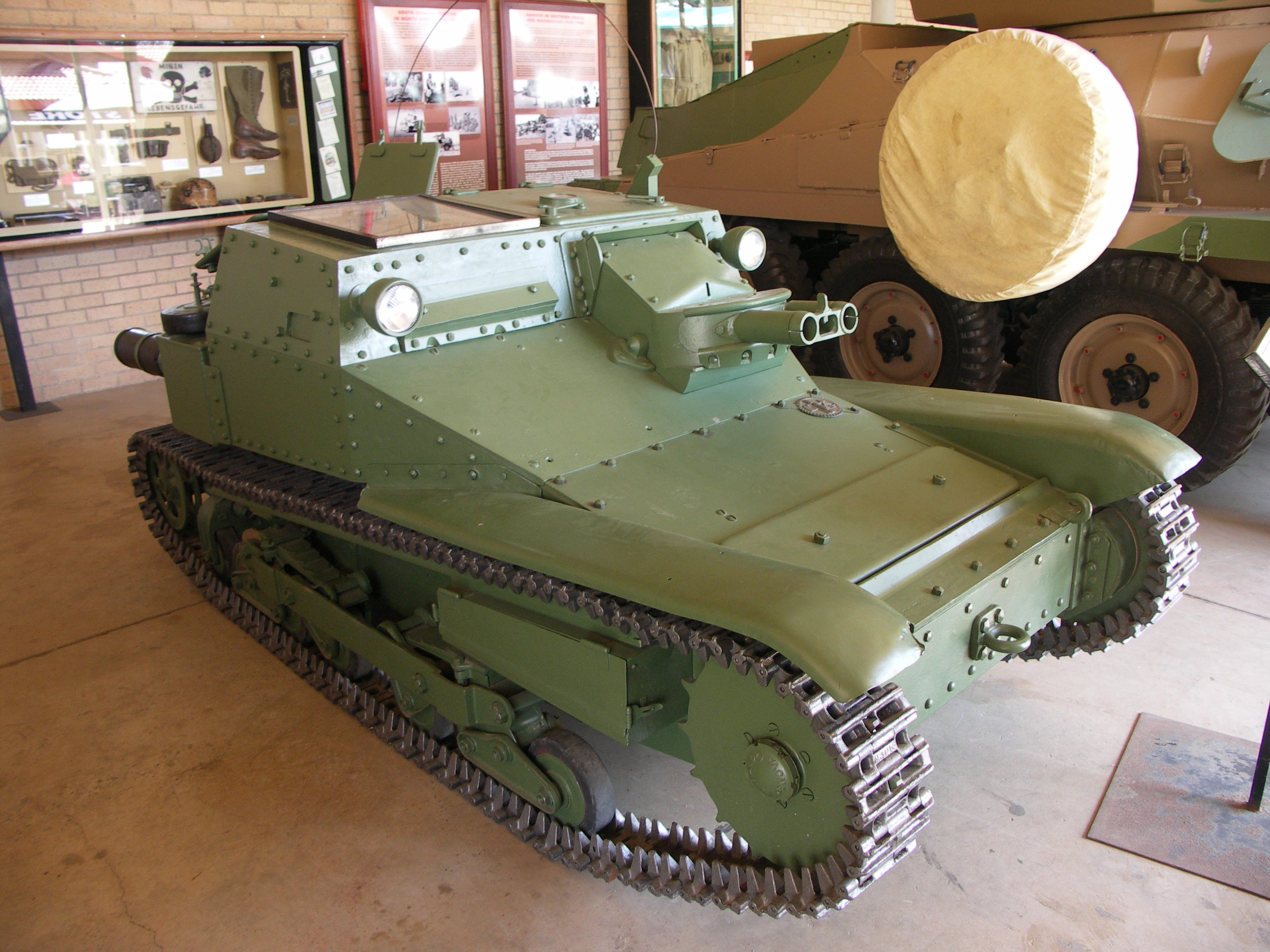
Een Fiat Ansaldo L3/35 tankette

Op 15 december stak de voorhoede van Ras Imru de rivier Tekezé over bij Mai Timkat en Addi Atcheb onder leiding van Fitawrari Ayalew Birru. Toen een colonne 1000 Ethiopiërs de Dembeguina-pas (ook Inda Aba Guna of Indabaguna-pas genoemd) bereikte stootte hij op een macht van 1000 Eritreeërs te Mai Timkat onder bevel van majoor Criniti. Criniti zat in een vooruitgeschoven observatiepost en hij trok zich terug toen de Ethiopiërs aankwamen. Onder dekking van negen L3/35 tankettes trok Criniti zich terug naar de Dembeguina-pas. De 1000 oprukkende Ethiopiërs zaten nu achter Criniti en zijn 1000 Eritreeërs. Toen Criniti de Dembeguina-pas bereikte, merkte hij dat er al 2000 Ethiopiërs zaten.
Onder een verzengende zon vocht Criniti met zijn 1000 Eritreeërs op de hoogvlakte tegen de 2000 Ethiopiërs die rond de pas hoger zaten. De Ethiopiërs stelden zich op de hellingen op in een hoefijzer rond Critini. Criniti beval zijn tanks om door te breken en leidde te paard de uitbraak.
De tanks kwamen slecht vooruit in het ruw terrein. Critini raakte gewond en twee van zijn officieren waren dood.
Ook de 1000 Ethiopiërs achter Criniti vochten nu mee en Criniti was omsingeld. De Ethiopiërs slachtten de Eritrese infanterie af. De Ethiopiërs bestormden de tanks en sprongen er langs achter op om de rupsbanden en de mitrailleur onklaar te maken, waarna ze de bemanning doodden.

## Hinderlaag
Criniti vroeg per radio om meer tanks. Tien tanks en twee vrachtwagens kwamen om hem te ontzetten, maar vielen in een hinderlaag. De Ethiopiërs lieten rotsblokken van de helling rollen voor en achter de tanks. De Ethiopiërs doodden de infanterie en rekenden dan af met de tanks.
Andere tanks wilden rond de rotsblokken rijden, maar stortten de ravijn in.
De Ethiopiërs staken twee tanks in brand.
Een tweekoppige tankbemanning riep “vrienden!” toen de Ethiopiërs de luiken van hun tank forceerden en ze werden samen met nog twee anderen gevangenen naar Keizer Haile Selassie te Dessie gevoerd.
Criniti gaf het bevel om de bajonetten op de geweren te plaatsen en door te breken. De uitbraak lukte, maar Criniti verloor de helft van zijn mannen. De Italianen trokken zich 20 km terug.

## Terreinwinst
Ras Imru en Fitawrari Ayalew Birru staken de Tekezé over en drongen de provincie Tigrai binnen. Ras Imru maakte vijftig mitrailleurs buit en nam de stad Enda Selassie in 50 km van Axum. Ras Imru en Fitawrari Ayalew Birru namen stellingen in langs de Shire bergkam, 18 km van Axum. Van daar plande Ras Imru een aanval op het gebied Axum-Adowa.
Ras Kassa rukte op naar Abbi Addi en voegde zich bij Ras Seyoum in het midden. Rechts rukten Ras Mulugeta en zijn Mahel Sefari op naar Mek'ele
De Italianen moesten zich terugtrekken van de Tekezé naar Axum en van Amba Tzellene naar de Warieu-pas.

## Oorlogsverslaggeving
De Italianen leden nederlagen op heel het noordelijk front. Buitenlandse oorlogsverslaggevers in de hoofdstad Addis Abeba zaten in het openbaar te breien om ermee te spotten dat ze niet naar het front mochten. Zij konden de berichten van lopers over 4.700 gevangen Italianen niet bevestigen. De oorlogsverslaggevers hoorden van de Ethiopische lopers dat de Italiaanse tanks vastgelopen en verlaten waren en dat de inheemse troepen van de Italianen muitten. Een andere loper berichtte dat de Ethiopiërs 18 tanks hadden buitgemaakt, 33 veldkanonnen, 175 mitrailleurs en 2605 geweren. Volgens hetzelfde bericht hadden de Ethiopiërs een volledige brigade zwarthemden vernietigd en 3000 Italianen gedood. Rome deed die berichten af als leugens.

## Zwarte periode
De Italianen noemden dit een zwarte periode en Benito Mussolini was razend op Badoglio en dreigde hem te vervangen door generaal Rodolfo Graziani.
Op 18 december volgden miljoenen Italianen het voorbeeld van Koningin Elena van Montenegro en ze ruilden hun gouden trouwringen voor ijzeren ringen om de oorlog te financieren.

## Mosterdgas
Op 26 december raakte bekend dat de Italiaanse piloot Tito Minetti na een noodlanding gevangengenomen, gemarteld, gecastreerd en onthoofd was.
Op dezelfde dag vroeg en kreeg Badoglio toestemming van Mussolini om mosterdgas in te zetten.
Hoewel de armtierig uitgeruste Ethiopiërs met succes tegen de tanks vochten, begrepen ze de “vreselijke regen die brandde en doodde” niet.
Op 30 december klaagde Keizer Haile Selassie bij de Volkenbond over het gebruik van gifgas.
De Italianen ontkenden en beschuldigden de Ethiopiërs van gebruik van dumdumkogels en misbruik van het Rode Kruis. Gustav von Rosen, Zweedse piloot voor het Rode Kruis en zoon van Eric von Rosen, getuigde dat de Italianen een hospitaal hadden aangevallen en dat ze gifgas hadden ingezet.

## Voorbereiding
Begin januari 1936 lagen de Ethiopiërs in de heuvels boven de Italiaanse stellingen en vielen ze die regelmatig aan. Mussolini spoorde Badoglio aan tot actie, maar die telegrafeerde terug:
”Het is altijd mijn regel geweest om grondig te zijn in de voorbereiding zodat ik snel kan zijn in de actie.”

## Slag bij Genale Doria
Op alle marktpleinen werd tegen het einde van het jaar gepraat over het plan van Ras Desta Damtew om Italiaans Somaliland binnen te vallen.
Op het zuidelijk front begon Ras Desta Damtew in januari 1936 met zijn invasie van Italiaans Somaliland. Zijn leger was dan al geslonken tot 15.000 man, minder dan een kwart van waarmee hij uit de provincie Sidamo vertrokken was. Hij leverde van 7 tot 10 januari 1936 de Slag bij Genale Doria.

## Eerste Slag bij Tembien
Behalve de toestemming om mosterdgas in te zetten kreeg Badoglio ook versterking: begin 1936 kwamen eenheden van het 3e en 4e legerkorps aan in Eritrea. Door de regen kwamen de Italianen maar moeizaam vooruit. Op 20 januari begon de Eerste Slag bij Tembien die het einde van het kerstoffensief markeert.